# John H. Cox
John Herman Cox, född 15 juli 1955 i Chicago, Illinois, USA, är en amerikansk affärsman, advokat, bostadsutvecklare, politisk aktivist och tidigare radioprogramledare.
Cox deltog i Republikanska partiets primärval i Illinois 2002 för att kandidera till USA:s senat. Han blev trea. Jim Durkin, som vann primärvalet, förlorade sedan senatorsvalet mot demokraten Richard Durbin. Cox har ett par andra mindre framgångsrika valkampanjer i Illinois bakom sig.
Inför presidenvalet 2008 fanns Cox’ namn med i Republikanska partiets provomröstning i Ames i Iowa 11 augusti 2007. Han hamnade på sista plats med blott 41 röster, motsvarande 0,3 procent av rösterna.
Den 27 oktober 2007 tillkännagav Cox att han återtar sin kandidatur. Han sade sig istället vilja dra igång en politisk aktionsgrupp för att föra fram ”icke-karriärpolitiker”.
Cox meddelade den 7 mars 2017 att han ställde upp för guvernörsvalet i Kalifornien år 2018. Den 6 november 2018 blev han besegrad av demokraten Gavin Newsom.